# ماكسيميليان جوزيف شوينبيرغ
ماكسيميليان جوزيف شوينبيرغ (1784م-1838م) هو رجل عسكري فرنسي ساهم في احتلال الجزائر.

## العائلة
وُلِدَ ماكسيميليان جوزيف شوينبيرغ بتاريخ 30 أفريل 1784م قرب كنيسة سانت إيتيان بستراسبورغ.
وكانت ولادته في ستراسبورغ فرصة له للنشوء في منطقة الراين الأسفل ضمن إقليم ألزاس.
والده هو ألكسيس بلتزار هنري شوينبيرغ (1748م-1831م) في حين أن والدته هي ماري فرانسواز لويز ألبرتيني إشترشايم (1762م-1815م).
وله أخ وحيد هو بيار رييال شوينبيرغ (1793م-1878م).
تزوج لأول مرة قبل عام 1825م مع أوكتافي فرانسواز كارولين بيركهايم (1788م-1825م)، ثم أعاد الزواج بتاريخ 5 جانفي 1829م في فردان مع أورسول هورتونس دولورم (1799م-1871م) التي وَلَدَتْ له ماكسيميليان بيار أرتور ماكس شوينبيرغ جونقهولتز (1831-1894).

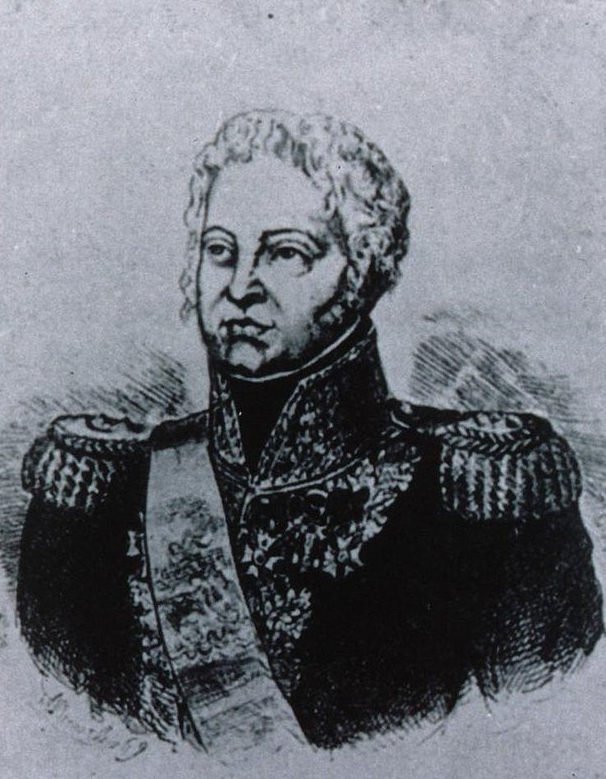
ألكسيس بلتزار هنري شوينبيرغ

## المسار العسكري
ساهم ماكسيميليان جوزيف شوينبيرغ بفعالية في الاحتلال الفرنسي للجزائر وفي معركة قسنطينة الثانية عام 1837م.

### كتيبة الفيلق
تم تعيين ماكسيميليان جوزيف شوينبيرغ في الجزائر بتاريخ 14 مارس 1832م.
وقد كان هذا العسكري قائدا لكتيبة الفيلق في الجيش الفرنسي من سنة 1832م إلى سنة 1838م في متيجة وما حولها.

### الفوج الأول من صيادي أفريقيا
ابتداء من يوم 17 نوفمبر 1831م، كان السلك الجديد للفرسان المسمى الصيادون الأفارقة أو الفوج الأول من صيادي أفريقيا متكونا من فرنسيين وجزائريين أصليين · .
وقد تم تنصيب ماكسيميليان جوزيف شوينبيرغقائدا على هذا الفوج من الفرسان.
وكان مساعدوه في قيادة الفوج متمثلين في أربعة عسكريين:
1. المقدم دو بورغون.
2. قائد سرية دروي ديرلان.
3. قائد سرية دوبارن.[12]
4. الرائد ماران بورجوا.[13]

## أوروبا

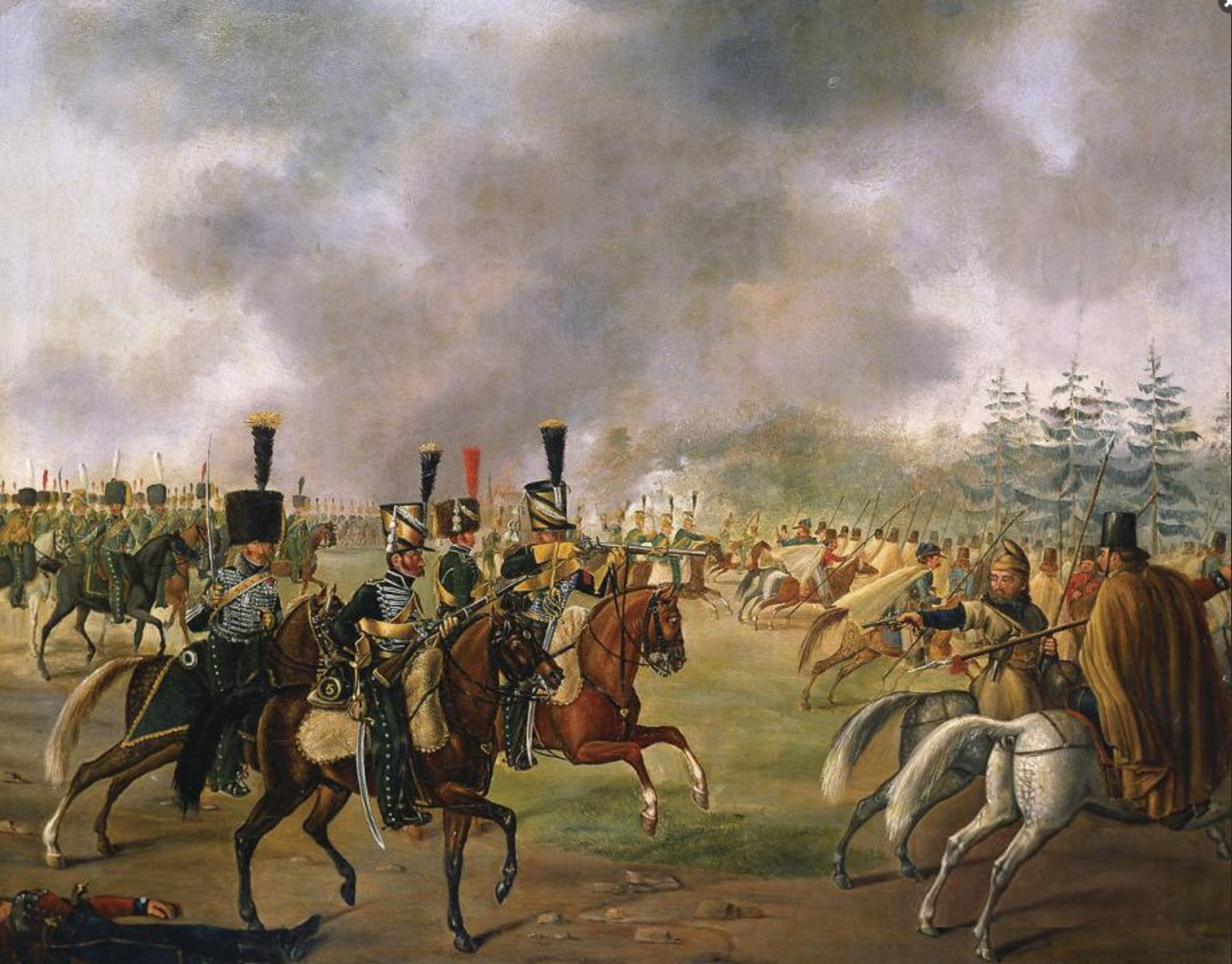
الملازم ماكسيميليان جوزيف شوينبيرغ في 1806م

### معركة أوسترليتز
شارك «ماكسيميليان جوزيف شوينبيرغ» ببطولة مشهودة في معركة أوسترليتز التي جرت أحداثها يوم الاثنين 2 ديسمبر 1805م في جمهورية التشيك.
وكان من بين أول الفرسان انغماسا في صفوف العدو أثناء معركة أوسترليتز أين جرح العديد من جنود المدفعية بالإضافة إلى فرسان أثناء الالتحام.
وقد أصيب الملازم «شوينبيرغ» بجروح في هذه المعركة حينما كان يبلغ 21 عاما من العمر ضمن الفوج الخامس من الصيادين الفرسان.
وقد أصابته أثناء المعركة طلقتان ناريتان، واحدة في الساق والأخرى اليد اليسرى.
وقد فقد حصانا كان يمتطيه حينما تم قتله في هذه المعركة التي وقعت في منطقة أوسترليتز.

### معركة برغش
شارك «ماكسيميليان جوزيف شوينبيرغ» بإسهام كبير في معركة برغش التي جرت أحداثها يوم 10 نوفمبر 1808م في إسبانيا.
وقد فقد حصانا كان يمتطيه حينما تم قتله في هذه المعركة التي وقعت في منطقة برغش.
وكان النقيب «شوينبيرغ» يبلغ 24 عاما من العمر ضمن الفوج الخامس من الصيادين الفرسان.

### معركة ميديلين
شارك «ماكسيميليان جوزيف شوينبيرغ» بفعالية كبيرة في معركة ميديلين التي جرت أحداثها يوم 28 مارس 1809م في إسبانيا.
وكان من بين أول الفرسان انغماسا في مربعات المشاة الإسبان في ميديلين أين تمت إصابته بطلقة نارية.
وقد أصيب النقيب «شوينبيرغ» بجروح في هذه المعركة حينما كان يبلغ 25 عاما من العمر ضمن الفوج الخامس من الصيادين الفرسان.
وكانت الطلقة النارية التي اخترقت يده اليسرى قد أدت إلى بتر إصبع الوسطى من نفس اليد.

### معارك ستراسبورغ
شارك «ماكسيميليان جوزيف شوينبيرغ» بفعالية كبيرة في معارك ستراسبورغ التي جرت أحداثها خلال سنة 1814م في فرنسا.
وقد كانت مشاركته مشهودة أثناء خروج حامية ستراسبورغ، في يَوْمَيْ 6 و24 جانفي 1814م، يوم 4 فيفري ويوم 8 أفريل من نفس السنة.
وقد فقد حصانا كان يمتطيه حينما تم قتله خلال خرجة حامية ستراسبورغ بتاريخ 8 أفريل 1814م.

### معركة واترلو
شارك «ماكسيميليان جوزيف شوينبيرغ» بفعالية كبيرة في معركة واترلو التي جرت أحداثها يوم 18 جوان 1815م في بلجيكا.
وكان قائد السرية «شوينبيرغ» يبلغ 31 عاما من العمر ضمن الفوج الثاني عشر من الصيادين الفرسان في إقليم المارن · .

## احتلال الجزائر

### مجزرة العوفية (1832)

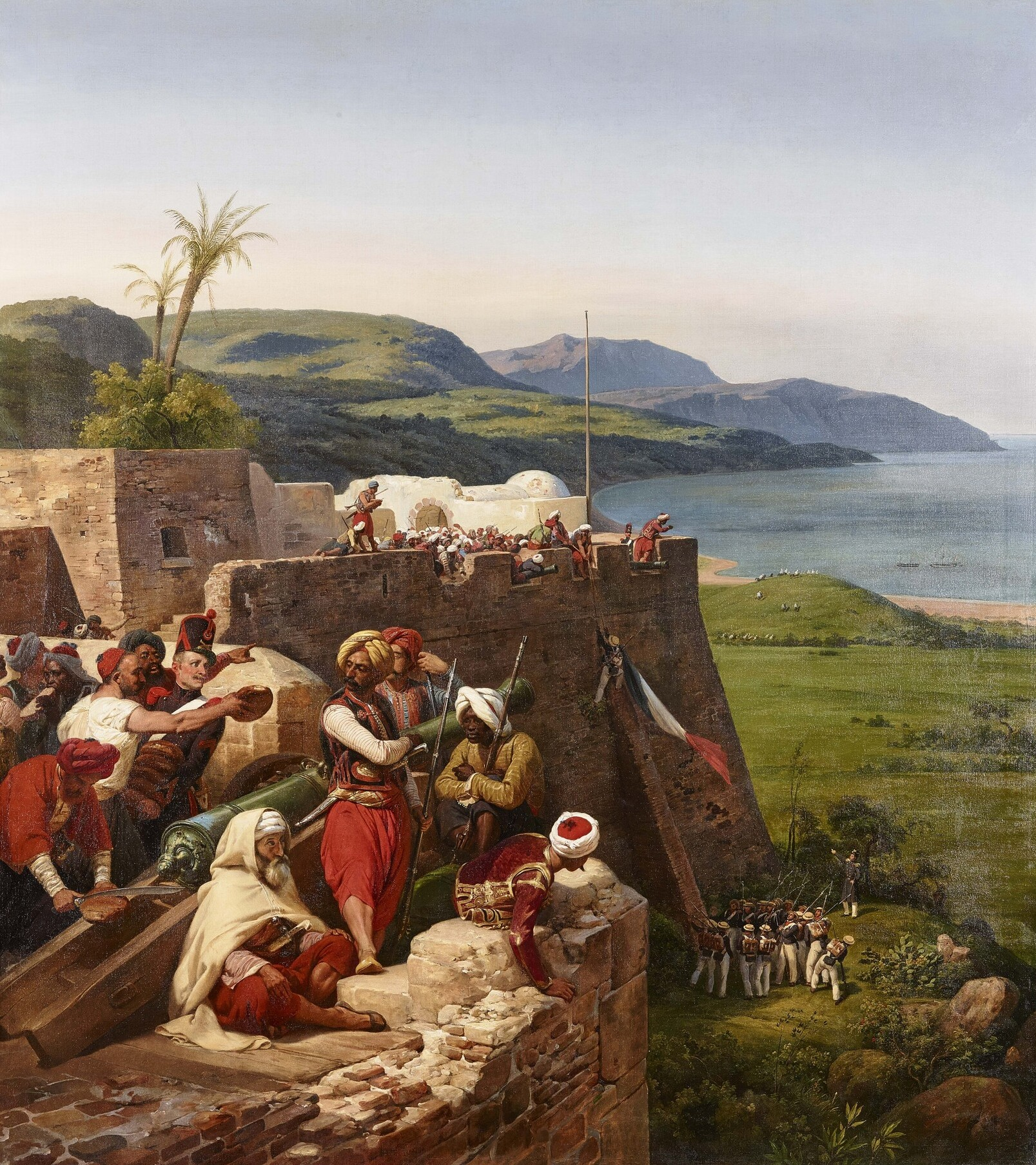
الاحتلال الفرنسي للجزائر

قام ماكسيميليان جوزيف شوينبيرغ، بعد أقل من شهر بعد استقدامه إلى الجزائر، بالتصدي في يوم 6 أفريل 1832م لـقبيلة العوفية في الجنوب الشرقي من مدينة الجزائر قرب الحراش (بالفرنسية: Maison-carrée)‏، وذلك تحت سلطة القائد العام للجزائر آنذاك وهو الجنرال صافاري (دوق روفيغو).
وكانت مجزرة قبيلة العوفية قد أقدم على تنفيذها فوج الفرسان، مدعوما بسريتين من الفيلق الأجنبي الفرنسي، تحت إشراف وقيادة العقيد ماكسيميليان جوزيف شوينبيرغ الذي قام بإخضاع قبيلتي العوفية والخرازة قرب مدينة الجزائر وكذلك وادي الحراش · .
فقد كانت قبيلة العوفية تقطن في الجنوب الشرقي من مدينة الجزائر، في الإقليم الذي صار بعد ذلك بلدية من الضاحية هي بلدية الحراش (Maison Carrée خلال مرحلة الاحتلال)، وكانت مكلفة خلال مرحلة إيالة الجزائر بحراسة البرج المحصن الذي أقامه الأتراك بجوار هذه أراضي هذه القبيلة.
ذلك أن إبادة قبيلة العوفية تمت خلال ليلة 6 أفريل 1832م إلى 7 أفريل 1832م، حيث تم القضاء على حوالي مائة جزائري من هذه القبيلة من طرف جنود فوج الفرسان والفيلق الأجنبي، ولم ينج من هذه الإبادة إلا أربعة رجال.
فقد تمت مفاجأة هذه القبيلة قبيل فجر 7 أفريل 1832م من أجل معاقبتها بهمجية، حيث تم اعتقال شيخها واقتياده إلى مدينة الجزائر لتتم محاكمته وإدانته ثم يُطَبَّقَ عليه حكم الإعدام، ولقد هلك الكثير من الأهالي الجزائريين الأصليين خلال هذه الحادثة.
للتذكير، فإن دوق روفيغو أعطى الأمر لقواته في ليلة 5 أفريل 1832م بسحق قبيلة العوفية وإبادة أفرادها بالحراش، حيث هاجمتهم قوات ماكسيميليان جوزيف شوينبيرغ لكونها اشتبهت فيهم بأنهم قاموا بسلب مبعوثي العميل فرحات بن سعيد أحد المتذبذبين بين الولاء للأمير عبد القادر الجزائري وفرنسا بمنطقة الزيبان.
وقد تبين بعد التحقيق بأنه ليس لأفراد القبيلة أي مسؤولية في ذلك، إلا أن شيخ القبيلة تمت محاكمته محاكمة صورية وأُعْدِمَ رغم أن التهمة لم تثبت عليه ولا على القبيلة، وتم قطع رأسه وحمله هدية إلى دوق روفيغو الذي تبرع برأس الشيخ ربيع بن سيدي غانم ورأس أحد أفراد قبيلته إلى طبيب يدعى بونافون ليجري على الرأسين التجارب العلمية.
وكانت قبيلة العوفية الهادئة تعيش ليلتها في حالة من الغفلة حتى فوجئت بهجوم قوات العقيد شوينبيرغ فكانت عملية إبادة لجميع سكانها لأنهم كانوا حلفاء المجاهدين في متيجة منطقة القبائل، وقتلوا شيخ القبيلة أمام الملأ وباعوا أشياءهم للسفير الدنماركي.
وانتهت إبادة وتدمير قبيلة العوفية كلية خلال يوم 10 أفريل 1832م · .

#### فيديو إبادة قبيلة العوفية
- فيديو إبادة قبيلة العوفية في الحراش (6 أفريل 1832م) على يوتيوب

### معركة حجوط (1834)

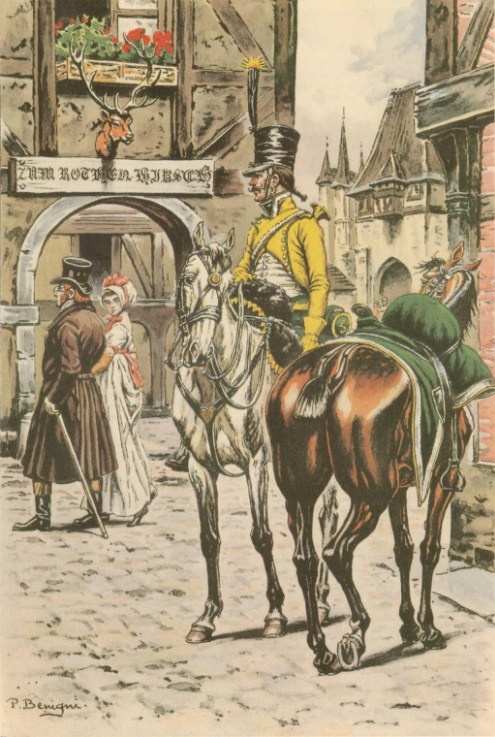
ماكسيميليان جوزيف شوينبيرغ

كان العقيد شوينبيرغ بتنظيم عدة هجومات مع جنوده وفرسانه على منطقة حجوط في متيجة.
فقد قام بقيادة 100 جندي من صيادي أفريقيا من 19 إلى 22 ماي 1834م ضد هذه الفبيلة، تبعها بعد ذلك هجومان آخران من 5 إلى 9 جانفي 1835م، ثم في يوم 29 مارس 1835م ضد نفس قرى حجوط.
وكانت قبيلة حجوط قد قامت بتنفيذ اغتيالات يوم 8 أوت 1835م، قرب الدويرة، على فرسان من الفوج الأول من صيادي أفريقيا، مما استدعى من الفرنسيين المناداة بالانتقام لقتلاهم شارك فيها 300 جندي من صيادي أفريقيا.
فانطلقت جحافل الفرسان الفرنسيين في اليوم الموالي 9 أوت 1835م مساء من مخيم إيرلون قرب بوفاريك، وخلال تقدم ليلي سريع وحثيث بالتوازي مع وادي الشفة، ليتم بعد ذلك عبور الوادي ومباغتة قبيلة حجوط في حوش الحاجي وحوش بادربة حيث يقطن أهم مخططي ومنفذي الاغتيالات المنفذة.
وتمثلت خسائر قبيلة حجوط في 13 قتيلا، إضافة إلى سلب 350 رأس من الماشية والبهائم من طرف الجنود الصيادين.
وبالنسبة لخسائر الفرنسيين، فإنها قد تمثلت في 3 عسكريين متمثلين في رقيب ميدان وفارسَيْن من قوات الصبايحية.
وقام بذلك ماكسيميليان جوزيف شوينبيرغ بالتوجه خلال الأيام الأولى من شهر أوت 1835م نحو منطقة قبائل حجوط مع جنوده حيث قتل من منهم العديد من الرجال وسلب منهم أعدادا كبيرة من البهائم والمواشي ·  · .

### معركة المدية (1836)
هاجم العقيد شوينبيرغ في يوم 29 مارس 1836م المدن والقرى أثناء اجتيازه متيجة متوجها نحو مدينة المدية.
وهذا الهجوم هو الثالث من نوعه بعد الهجوم على المدية في 1830م والهجوم على المدية في 1831م.
وتمثل هذا الهجوم على على عاصمة بايلك التيطري، الذي أمر به الحاكم العام كلوزيل، في عملية عسكرية استغرقت شهرا كاملا من مارس إلى أفريل 1836م.
وقد شهد هذا التقدم اشتباكا مع المقاومين في متيجة خلال يوم 31 مارس 1836م قرب ثنية موزاية عند الصعود نحو التيطري.
واجتاز حينئذ العقيد شوينبيرغ منطقة ثنية موزاية خلال يوم 2 أفريل 1836م ليصل بعد يومين، خلال يوم 4 أفريل 1836م، إلى مدينة المدية.
وكان الحاكم العام كلوزيل قد عاد من قبل إلى مدينة الجزائر من أجل المكوث مرة ثانية، في حين أن التيطري كان تحت سيطرة أحد أوفياء الأمير عبد القادر، ثم قرر الصعود إلى المدية خلال هذه المواجهة الثالثة من أجل زحزحة سلطة الجزائريين عن هذه المنطقة.
فانطلق من بوفاريك في 30 مارس 1836م مصحوبا بجنود «العقيد شوينبيرغ» ليصلوا جميعا إلى المدية دون عناء كبير، ثم غادرها الجنرال كلوزيل في 4 أفريل 1836م تاركا وراءه الباي الجديد محمد بن حسين مع حامية له مكونة من بعض الجنود.
إلا أن الجنرال كلوزيل وجد في مدينة الجزائر تعليمة صادرة من باريس تحظر عليه الاستيلاء على مدن جديدة في داخل الجزائر، فقام باستدعاء حامية الجنود من المدية في 7 أفريل 1836م.
وبمجرد أن غادر كل الجنود الفرنسيون منطقة المدية في 9 أفريل 1836م حتى تم سلب «الباي محمد بن حسين» من حوالي 600 بندقية و50.000 رصاصة و6.000 فرنك كان قد استلمها من الجيش الفرنسي لتمكين سلطته على التيطري.
وتم اقتياد الباي محمد بن حسين إلى معسكر ليَمثُل أمام الأمير عبد القادر الذي أمر بإطلاق سراحه لاحقا.

### معركة الأربعاء (1837)
قاد «العقيد شوينبيرغ» جنوده من الفوج الأول من صيادي أفريقيا في مَهمة استطلاعية نحو الأربعاء بني موسى، وذلك من 23 إلى 26 فيفري 1837م.
وتخلل هذه الكتيبة نشوب معركة مع المقاومين في متيجة بتاريخ 24 فيفري 1837م.
وكان هذا الاشتباك قد سبق بشهور التوقيع على معاهدة تافنة في 30 ماي 1837م.

### معركة الثنية (1837)

الخريطة التاريخية لبلاد زواوة

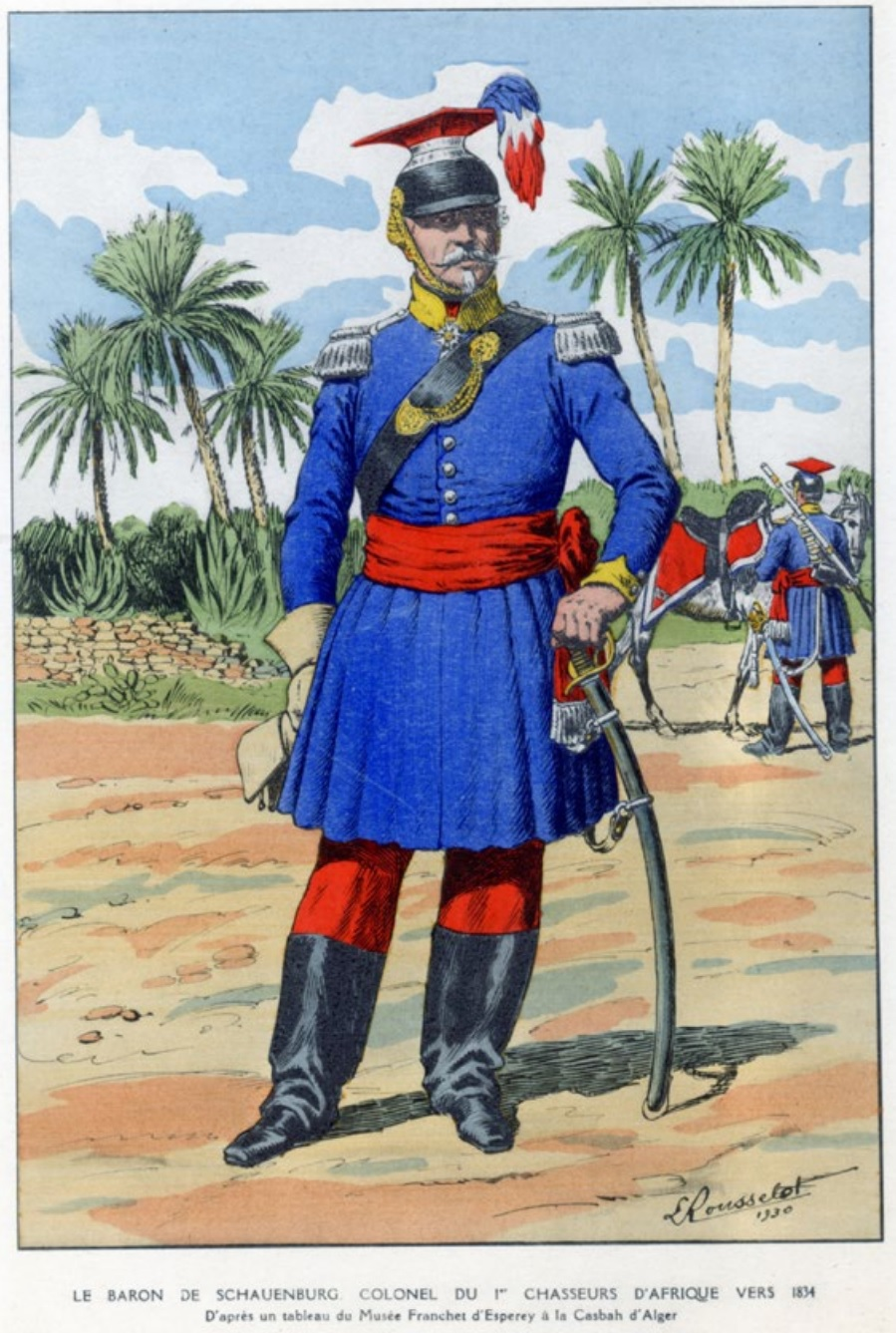
ماكسيميليان جوزيف شوينبيرغ

قام ماكسيميليان جوزيف شوينبيرغ خلال بدايات الاحتلال الفرنسي للجزائر بمواصلة تحركاته حول مدينة الجزائر من خلال تنظيم هجوم على قبيلة بني عائشة، 53 كلم شرق القصبة، التي حافظت على علاقات محايدة مع الحكومة الفرنسية في مدينة الجزائر إلى غاية سنة 1835م.
فخلال مرحلة ما بعد سنة 1835م، كانت منطقة تيزي نايث عيشة أو ثنية بني عائشة، التي ستصير بعد ذلك الثنية، تعيش غليانا لمقاومة الاحتلال الفرنسي في إقليم القبائل المنخفضة الزواوية.
ففي الليلة من 17 إلى 18 ماي 1837م وصلت قوات الفرسان والمشاة الفرنسيين إلى منخفض وادي عربية في الثنية، بقيادة ماكسيميليان جوزيف شوينبيرغ، وذلك غداة احتكاك بين الثوار الجزائريين والمستوطنين الفرنسيين في متيجة.
وكان الحاكم العام للجزائر آنذاك، الجنرال دامريمون، قد أعطى الأوامر إلى العقيد شوينبيرغ باقتحام مضيق تيزي نايث عيشة مصحوبا بفيلق جنوده وفرسانه الموضوعين تحت تصرفه، من أجل التحكم في هذا المحور الفاصل بين سهل متيجة وسهل يسر، وذلك من خلال التسلل إلى قرى الزواوة لمعاقبتهم.
ذلك أن سكان حوالي 40 قرية أمازيغية تحيط بمجرى وادي عربية كانت قد التحقت بالمقاومة الشعبية الجزائرية ضد فرنسا، وهي قرى «بوخنفر»، «سيدي فرج»، «تالامعلي»، «أولاد علي»، «بني عراب»، «بن يونس»، «بوعروس»، «أولاد باندو»، «ثالة أوفلا (الصومعة)»، «قدارة»، «أمغلدن»، «تابراهيمت»، «ماهران»، «بالول»، «تاقيطونت»، «تامساوت»، «بوعدادن»، «بني داود»، «أولاد صالح»، «مزالة»، «بن شيلة»، «موحوشة»، «حدادشة»، «مرشيشة»، «أولاد بسة»، «خدارة»، «أولاد محمود»، «أولاد الحسين»، «حاج أحمد»، «أولاد محمد بن أحمد»، «أولاد عبد الله»، «أولاد عبد الكريم»، «أولاد محمد بن علي»، «أولاد بنيون»، «أولاد بن محاتي»، «أولاد بن صفرون»، «أولاد فاري»، «ذراع بن حدهم»، و«أولاد بومرداس».
وكان مبرمجا أن يلتحق بالعقيد شوينبيرغ حوالي ألف جندي على متن سفينتين بخاريتين انطلاقا من ميناء الجزائر لنقلهم إلى مصب وادي يسر، وذلك لمحاصرة الأمازيغ الزواوة بين نارين من جهة البحر الأبيض المتوسط ومن جهة جبال الخشنة، ولكن سوء الأحوال الجوية والبحر الهائج لم يسمحا بتنفيذ هذه الخطة.
وبذلك فإن هذا الموكب العسكري المتكون من الفوج الأول من صيادي أفريقيا تحت قيادة «العقيد شوينبيرغ» قد مر بمرتفعات ثنية بني عائشة ليكون بذلك أول قوة فرنسية تتسلل من خلال هذه البوابة الطبيعية نحو منطقة القبائل.
إلا أن خطة التقاء «العقيد شوينبيرغ» على ضفاف وادي يسر مع القوات المنقولة بحريا تحت قيادة الجنرال ألكسندر شارل بيريغو، إلا أن الطوارئ الجوية منعت هذا الالتحام.
ورغم هذا الاضطراب الجوي، إلا أن هذه السَّرية الفرنسية الصغيرة لم تعاود ورود وادي بودواو قافلة نحو الجزائر دون أن يحدث اشتباك بينها وبين المقاتلين الزواوة من بطون يسر وعمراوة الذين هاجموا مزرعة الرغاية في يوم 9 ماي 1837م حيث تم سلب الحيوانات من صاحبها المستوطن، مما أعطى مبررا للهجوم المباغت على جبال الخشنة.
فانطلق حينها «العقيد شوينبيرغ» بجنوده من بودواو، غير بعيد عن الرغاية، في مساء يوم 71 ماي 1837م ليلتقي في مضيق الثنية مع زواوة قبيلة بني عائشة الذي حاولوا باستماتة منع الفرنسيين من اجتياز وادي عربية، إلا أن طلقات مدفعية الفوج الثاني الخفيف على المرتفعات سارعت في تشتيت المقاتلين الجزائريين ليحتل الفرنسيون مواقعهم.
ومع ذلك فإن زواوة يسر وعمراوة كانوا في انتظار القوات الفرنسية في سهل يسر من أجل كبح ووقف تقدمهم، إلا أنهم فشلوا في ذلك، واستطاع الفرنسيون استرجاع البهائم المسلوبة من مزرعة الرغاية، تزامنا مع هدم بعض بيوت وقرى منطقة تيزي نايث عيشة.
وعند نزول هذه السَّرِيَّة من الفرسان والمشاة عبر مضيق منطقة تيزي نايث عيشة، قام «العقيد شوينبيرغ» ومرافقوه باستكشاف آثار وأطلال قلعة بنيان نتاع الصومعة ومعبد بلاد قيطون الذان هما من بقايا المدن الأمازيغية البيزنطية التي كانت متواجدة قرب وادي يسر في القرن الثالث الميلادي من أجل حماية الممر نحو منطقة القبائل في جرجرة.
وكانت سَرِيَّة «العقيد شوينبيرغ» متألفة من كتيبتين من الفوج الثاني الخفيف للمدفعية، إحداهما الكتيبة 48 من المشاة، قوامهما 300 جندي من صيادي أفريقيا مع الصبايحية، إضافة إلى مائة فارس مساند، وكذلك مدفعين من الهاوتزر المنقولين بالأحصنة.
فانطلق هذا الموكب العسكري من بودواو في يوم 17 ماي 1837م، على الساعة التاسعة ليلا، للتوجه إلى وادي عربية في الثنية على بعد 14 كلم، أحد المعبرين الوحيدين من سهل متيجة نحو سهل يسر، إضافة إلى المعبر الثاني المتمثل في شاطئ الصخيرات المطل على البحر الأبيض المتوسط.
ولم يكن «العقيد شوينبيرغ» قادرا على بلوغ مدخل «وادي الثنية» إلا على الساعة الثامنة صباحا، حيث كان مائة من المقاتلين الزواوة يحرسون المضيق، قبل أن يتم دحرهم بواسطة فوج المدفيعية الخفيفة الثاني.
وكانت خسائر الفرنسيين متمثلة في ثلاثة عسكريين، منهما ضابطين اثنين، إضافة إلى 21 جريحا، في حين أن الأمازيغ الزواوة العيشاويين قد أحصوا 18 قتيلا خلال يومي 18 و19 ماي 1837م.
وأثناء يوم 19 ماي 1837م، تلقى العقيد شوينبيرغ هجوما من التجمعات العديدة من الفرسان الزواوة الذين تصدى لهم بالمدفعية وشتتهم مع تكبيدهم خسائر معتبرة.
وتم اعتقال ستة من العيشاويين ليتم اقتيادهم إلى مدينة الجزائر، في حين أن فيلق الصيادين المرافقين للعقيد شوينبيرغ عادوا على أدراجهم بعد استكمال مهمتهم ليستقروا في مخيم بودواو.
فقفل «العقيد شوينبيرغ» في 19 ماي 1837م راجعا إلى هضبة قورصو التي يسري فيها مجرى مائي غير بعيد عن الرغاية، وذلك بعد أن قتل الكثير من الزواوة واستقر عدد القتلى الفرنسيين في حصيلة 22 جنديا.
وخلال هذين الاشتباكين ذهابا وإيابا من تيزي نايث عيشة، واجه «العقيد شوينبيرغ» مع مرافقيه صعوبة التضاريس وكثرة الأحراش، إلا أن ذلك لم يمنع من تشتيت المقاومين المحليين المفتقدين لسلاح المدفعية مما جعلهم ينسحبون من الميدان قسرا.
وكان «الملازم الثاني إيزوار» من فوج المدفعية الالخفيفة الثاني من بين القتلى، إضافة إلى 32 جريحا من صيادي أفريقيا.
وقد قرر إثر ذلك الحاكم العام دامريمون أن يتم تسليم الحيوانات والبهائم المسلوبة من الزواوة إلى مالك مزرعة الرغاية لتعويضه عن خسائره السابقة.
وصارت منطقة «ثنية بني عائشة» منذ التوقيع على معاهدة تافنة التي تلت هذه المعركة تابعة للخليفة أحمد بن سالم الذي كانت عاصمته في «برج حمزة».

## المؤلفات

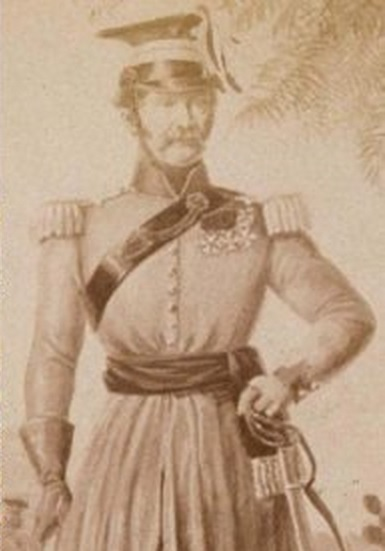
ماكسيميليان جوزيف شوينبيرغ

قام قائد السرية ماكسيميليان جوزيف شوينبيرغ بترجمة كتاب من اللغة الألمانية في سنة 1821م عنوانه تكتيك سلاح الفرسان (بالفرنسية: Tactique de la cavalerie)‏ من تأليف الكونت فريدريتش فيلهالم فون بيسمارك.
كما قام بكتابة مقال في مدينة الجزائر عنوانه في كتيبة الفيلق (بالفرنسية: De l'Escadron Compagnie)‏ بتاريخ 12 فيفري 1835م وتم نشره في مجلة المشاهد العسركي (بالفرنسية: Le Spectateur militaire)‏ · .
وقام كذلك بكتابة مقال في مدينة الجزائر عنوانه في لباس وأغراض الفرسان الخفاف (بالفرنسية: De l'habillement et du harnachement de la cavalerie légère)‏ بتاريخ 23 أكتوبر 1837م وتم نشره في مجلة المشاهد العسركي (بالفرنسية: Le Spectateur militaire)‏ · .

## الرتب العسكرية
تمت ترقية ماكسيميليان جوزيف شوينبيرغ خلال مساره المهني في الرتب العسكرية وفق ما يلي ضمن سلسلة المراتب العسكرية الفرنسية:
- قائد سرية في فوج صيادي المارن.[67]
- عقيد في الفوج الأول من صيادي أفريقيا.[68]
- عميد لواء عسكري.
- ماريشال ميداني.[69]

## الأوسمة

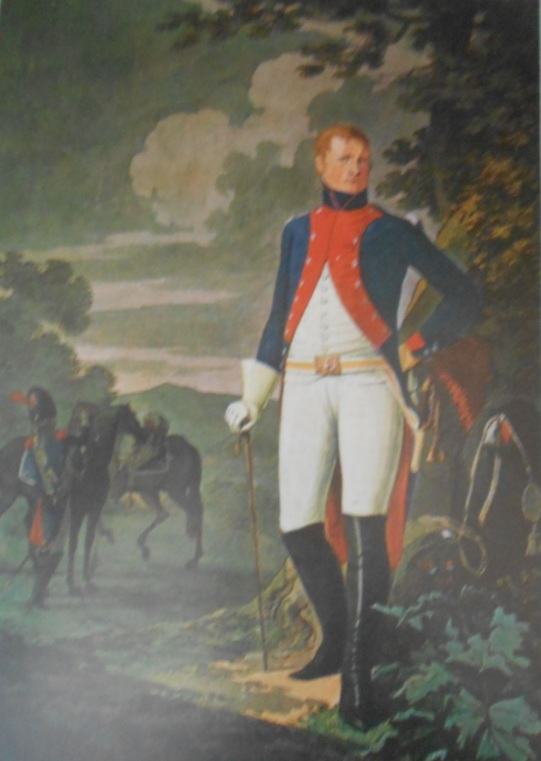
ماكسيميليان جوزيف شوينبيرغ

تم تقليد وتكريم ماكسيميليان جوزيف شوينبيرغ عدة مرات بأوسمة عسكرية فرنسية منها:
- الوسام الملكي والعسكري للقديس لويس
- وسام جوقة الشرف[70]

## التقاعد
تحصل ماكسيميليان جوزيف شوينبيرغ على تقاعده المسبق في الجزائر، بسبب إصابته بمرض أو بجروح، وذلك خلال شهر جوان 1838م بعدما قضى أكثر من ست سنوات في هذه البلاد.
فقد كان البارون ماكسيميليان جوزيف شوينبيرغ، قائد وعقيد الفوج الأول من صيادي أفريقيا، قد انتطى باخرة انطلاقا من ميناء الجزائر نحو فرنسا.
وكان بعد استقدامه إلى مدينة الجزائر في شهر فيفري 1832م، وتنظيمه صفوف الفوج الأول من صيادي أفريقيا، قد غادر جنوده في يوم 2 جوان 1838م بعد 64 شهرا من المعارك مع الزواوة في إطار الاحتلال الفرنسي للجزائر.
فلا وجود لحدث عسكري جرت تفاصيله في الجزائر آنذاك، ولا تحركا للمشاة تم، إلا وكان البارون ماكسيميليان جوزيف شوينبيرغ في مقدمة وعلى رأس الفوج الأول من صيادي أفريقيا في مواجهاتهم مع الأهالي الأصليين.
وقد تم تعويضه بعد تقاعده باستقدام الجنرال جان فرانسوا جنتيل إلى الجزائر إتماما وتكملة لما بدأه «ماكسيميليان جوزيف شوينبيرغ» في سهل متيجة ومنطقة القبائل من ترسيخ لسلطة الاحتلال الفرنسي.

## الوفاة
توفي الفريق الأول ماريشال الفيلق ماكسيميليان جوزيف شوينبيرغ بتاريخ 19 سبتمبر 1838م، بعد ثلاثة أشهر من تقاعده وعودته من الجزائر إلى فرنسا.
وقد حدثت وفاته في الدائرة الأولى في باريس، بضاحية إيل دو فرانس، عن عمر ناهز 54 سنة.

### مواضيع ذات صلة
- الأفواج العسكرية المساهمة في احتلال الجزائر من طرف فرنسا
- قائمة الحائزين على وسام جوقة الشرف في فرنسا
- مجزرة قبيلة العوفية في الحراش